# Porec Trophy
El Porec Trophy (oficialmente: Porec Trophy-Trofej Porec; en croata: Trofej Porec; también llamado Trofej Plava Laguna, G. P. Istria, G.P. Umag o Trophy Riviera dependiendo donde se disputase) es una carrera ciclista profesional de un día croata que se disputa en Porec (condado de Istria) y sus alrededores a finales del mes de febrero o inicios del mes de marzo.
Inicialmente fueron 5 trofeos independientes, incluso en el 2002 fueron 6, que se comenzaron a disputar en el año 2000. En el 2003 se redujo a 4 trofeos y desde el 2004 año solo se disputa 1. Todos fueron de categoría 1.5 (última categoría del profesionalismo). Desde la creación de los Circuitos Continentales UCI en 2005 el único Porec Trophy que se disputa forma parte del UCI Europe Tour, dentro de la categoría 1.2 (última categoría del profesionalismo). En 2013 se introdujo el Umag Trophy (oficialmente: Trofej Umag-Umag Trophy) dentro de la misma categoría que el Porec Trophy y disputándose 4 días antes.

## Palmarés

### Palmarés de los trofeos

#### Porec Trophy 1
| Año                                  | Ganador             | Segundo                | Tercero                 |
| ------------------------------------ | ------------------- | ---------------------- | ----------------------- |
| G.P. Umag 1                          |                     |                        |                         |
| 2000                                 | Endrio Leoni        | John den Braber        | Crescenzo D'Amore       |
| Trophy Riviera 1                     |                     |                        |                         |
| 2001                                 | Vladimir Miholjević | Morten Pedersen        | Dean Podgornik          |
| Trofej Porec 1-Trofej Plava Laguna 1 |                     |                        |                         |
| 2002                                 | Volodymyr Bileka    | Luigi Giambelli        | Boštjan Mervar          |
| 2003                                 | Angelo Ciccone      | Radoslav Rogina        | Michele Maccanti        |
| Poreč Trophy                         |                     |                        |                         |
| 2004                                 | Matej Stare         | Gábor Arany            | Stefan Schumacher       |
| 2005                                 | Jochen Summer       | Borut Božič            | František Raboň         |
| Poreč Trophy-Trofej Porec            |                     |                        |                         |
| 2006                                 | Simon Špilak        | Matej Stare            | Borut Božič             |
| Poreč Trophy                         |                     |                        |                         |
| 2007                                 | Marko Kump          | Grega Bole             | Ivan Fanelli            |
| Poreč Trophy-Trofej Porec            |                     |                        |                         |
| 2008                                 | Aldo Ino Ilešič     | Alexander Kristoff     | Marko Kump              |
| 2009                                 | Ole Haavardsholm    | Serguéi Kolésnikov     | Hrvoje Miholjević       |
| Trofej Porec-Poreč Trophy            |                     |                        |                         |
| 2010                                 | Matej Gnezda        | Radoslav Rogina        | Matej Stare             |
| 2011                                 | Blaž Jarc           | Marco Haller           | Jure Zrimšek            |
| 2012                                 | Matej Mugerli       | Matej Gnezda           | Luka Mezgec             |
| 2013                                 | Matej Mugerli       | Riccardo Zoidl         | Marco Benfatto          |
| 2014                                 | Maksym Averin       | Daniel Biedermann      | Matej Mugerli           |
| 2015                                 | Marko Kump          | Erik Baška             | Maksym Averin           |
| 2016                                 | Matej Mugerli       | Jan Tratnik            | Daniel Auer             |
| 2017                                 | Matej Mugerli       | Russell Downing        | Ian Bibby               |
| 2018                                 | Emīls Liepiņš       | Asbjørn Kragh Andersen | Dušan Rajović           |
| 2019                                 | Fabian Lienhard     | Patrick Gamper         | Florian Stork           |
| 2020                                 | Olav Kooij          | Gašper Katrašnik       | Tilen Finkšt            |
| 2021                                 | Filippo Fiorelli    | Enrique Sanz           | Tilen Finkšt            |
| 2022                                 | Dušan Rajović       | Matevž Govekar         | Viktor Potočki          |
| 2023                                 | Patryk Stosz        | Adam Ťoupalík          | Thibaud Gruel           |
| 2024                                 | Matthew Brennan     | Lorenzo Conforti       | Rasmus Søjberg Pedersen |
| 2025                                 | Matteo Milan        | Patryk Stosz           | Paul Wright             |

#### Porec Trophy 2
| Año                                  | Ganador           | Segundo          | Tercero           |
| ------------------------------------ | ----------------- | ---------------- | ----------------- |
| G.P. Umag 2                          |                   |                  |                   |
| 2000                                 | Endrio Leoni      | Kevin Hulsman    | Raffaele Bosi     |
| Trophy Riviera 2                     |                   |                  |                   |
| 2001                                 | Zoran Klemenčič   | Milan Erzen      | Arno Kaspret      |
| Trofej Porec 2-Trofej Plava Laguna 1 |                   |                  |                   |
| 2002                                 | Yaroslav Popovych | Volodymyr Bileka | Michal Precechtel |
| 2003                                 | Boštjan Mervar    | Serguéi Lagutín  | Dean Podgornik    |

#### Porec Trophy 3
| Año              | Ganador          | Segundo           | Tercero        |
| ---------------- | ---------------- | ----------------- | -------------- |
| G.P. Umag 3      |                  |                   |                |
| 2000             | Flavio Zandarin  | Michael Skelde    | Rajko Petek    |
| Trophy Riviera 3 |                  |                   |                |
| 2001             | Andrus Aug       | Jan Bratkowski    | Arno Kaspret   |
| GP Istria 3      |                  |                   |                |
| 2002             | Boštjan Mervar   | Yaroslav Popovych | Oscar Cavagnis |
| 2003             | Aleksej Ščebelin | Miran Kelner      | Kristjan Fajt  |

#### Porec Trophy 4
| Año              | Ganador         | Segundo        | Tercero           |
| ---------------- | --------------- | -------------- | ----------------- |
| G.P. Umag 4      |                 |                |                   |
| 2000             | Martin Hvastija | Nicki Sørensen | Danny Jonasson    |
| Trophy Riviera 4 |                 |                |                   |
| 2001             | Jan Bratkowski  | Branko Filip   | Oleksandr Fedenko |
| GP Istria 4      |                 |                |                   |
| 2002             | Andrus Aug      | Allan Davis    | Michal Precechtel |
| 2003             | Jeremy Yates    | Thomas Dekker  | Boštjan Mervar    |

#### Porec Trophy 5
| Año                                  | Ganador           | Segundo        | Tercero        |
| ------------------------------------ | ----------------- | -------------- | -------------- |
| G.P. Umag 5                          |                   |                |                |
| 2000                                 | Tomáš Konečný     | Danny Jonasson | Igor Kranjek   |
| Trophy Riviera 5                     |                   |                |                |
| 2001                                 | Lubor Tesar       | Martin Derganc | Arno Kaspret   |
| Trofej Porec 3-Trofej Plava Laguna 3 |                   |                |                |
| 2002                                 | Hrvoje Miholjević | Jacob Nielsen  | Boštjan Mervar |

#### Porec Trophy 6
| Año  | Ganador          | Segundo      | Tercero       |
| ---- | ---------------- | ------------ | ------------- |
| 2002 | Fraser MacMaster | Adam Wadecki | Jindrich Vana |

#### Trofej Umag-Umag Trophy
| Año  | Ganador                | Segundo         | Tercero           |
| ---- | ---------------------- | --------------- | ----------------- |
| 2013 | Aljaž Hočevar          | Oscar Landa     | Gernot Auer       |
| 2014 | Matej Mugerli          | Matija Kvasina  | Davide Mucelli    |
| 2015 | Marko Kump             | Maksym Averin   | Serguéi Nikoláyev |
| 2016 | Jonas Bokeloh          | Mamyr Stash     | Filippo Fortin    |
| 2017 | Rok Korošec            | Filippo Fortin  | Alex Frame        |
| 2018 | Krister Hagen          | Tom Baylis      | Dušan Rajović     |
| 2019 | Alois Kaňkovský        | Andrea Guardini | Olav Hjemsæter    |
| 2020 | Olav Kooij             | Marko Kump      | Niklas Märkl      |
| 2021 | Jakub Mareczko         | Filippo Fortin  | Tomas Barta       |
| 2022 | Daniel Auer            | Tomas Barta     | Dušan Rajović     |
| 2023 | Adam Ťoupalík          | Jan Christen    | Darren van Bekkum |
| 2024 | Matthew Brennan        | Noa Isidore     | Jakub Mareczko    |
| 2025 | Matthias Schwarzbacher | Filippo Fortin  | Tobiasz Pawlak    |

## Palmarés por países

### Palmarés de los trofeos por países
| País         | Victorias |
| ------------ | --------- |
| Eslovenia    | 10        |
| Italia       | 4         |
| Ucrania      | 2         |
| Croacia      | 1         |
| Austria      | 1         |
| Noruega      | 1         |
| Letonia      | 1         |
| Suiza        | 1         |
| Países Bajos | 1         |
| Serbia       | 1         |
| Polonia      | 1         |
| Reino Unido  | 1         |

| País      | Victorias |
| --------- | --------- |
| Ucrania   | 2         |
| Italia    | 1         |
| Eslovenia | 1         |

| País      | Victorias |
| --------- | --------- |
| Italia    | 1         |
| Estonia   | 1         |
| Eslovenia | 1         |
| Rusia     | 1         |

| País      | Victorias |
| --------- | --------- |
| Eslovenia | 1         |
| Alemania  | 1         |
| Estonia   | 1         |
| Australia | 1         |

| País            | Victorias |
| --------------- | --------- |
| República Checa | 2         |
| Croacia         | 1         |

| País          | Victorias |
| ------------- | --------- |
| Nueva Zelanda | 1         |

|  |

#### Trofej Umag-Umag Trophy
| País            | Victorias |
| --------------- | --------- |
| Eslovenia       | 4         |
| República Checa | 2         |
| Alemania        | 1         |
| Noruega         | 1         |
| Países Bajos    | 1         |
| Italia          | 1         |
| Austria         | 1         |
| Reino Unido     | 1         |
| Eslovaquia      | 1         |

## Estadísticas
| Corredor       | Victorias |
| -------------- | --------- |
| Matej Mugerli  | 4         |
| Endrio Leoni   | 2         |
| Boštjan Mervar | 2         |

| País            | Victorias |
| --------------- | --------- |
| Alemania        | 1         |
| Australia       | 1         |
| Austria         | 2         |
| Croacia         | 1         |
| Eslovaquia      | 1         |
| Eslovenia       | 14        |
| Estonia         | 2         |
| Italia          | 7         |
| Letonia         | 1         |
| Noruega         | 2         |
| Nueva Zelanda   | 1         |
| Polonia         | 1         |
| Reino Unido     | 2         |
| República Checa | 4         |
| Rusia           | 1         |
| Serbia          | 1         |
| Suiza           | 1         |
| Ucrania         | 4         |